# Бонер, Серайна
Серайна Бонер (нем. Seraina Boner, род. 11 апреля 1982 года, Давос, Швейцария) — швейцарская лыжница, участница двух Олимпийских игр. Специализируется в дистанционных гонках.
В Кубке мира Бонер дебютировала 13 декабря 2003 года, в декабре 2007 года впервые в карьере попала в десятку лучших на этапе Кубка мира, в эстафете. Всего на сегодняшний момент имеет 2 попадания в десятку лучших на этапах Кубка мира, все в эстафете, в личных гонках не поднималась выше 11-го места. Лучшим достижением Бонер в общем итоговом зачёте Кубка мира является 98-е место в сезоне 2007/08. Кроме Кубка мира, много и успешно выступает в Марафонском Кубке, где имеет на своём счету 4 победы на этапах, и дважды становилась второй в общем зачёте, в сезонах 2011/12 и 2012/13.
На Олимпийских играх 2006 года в Турине заняла 41-е место в гонке на 10 км классическим стилем и 11-е место в эстафете.
На Олимпийских играх 2014 года в Сочи была 7-й в командном спринте и 9-й в масс-старте на 30 км.
За свою карьеру принимала участие в одном чемпионате мира, на чемпионате мира 2007 года была 41-й в гонке на 10 км свободным стилем и 9-й в эстафете.
Использует лыжи производства фирмы Fischer.